# Ramal ferroviario Haedo-Temperley
El Ramal Haedo - Temperley pertenece al Ferrocarril Domingo Faustino Sarmiento, Argentina. (Desde 1995 operado por la línea Roca)

## Ubicación
Parte desde la Estación Haedo en el partido de Morón, Buenos Aires, atravesando los partidos de Morón, La Matanza, Lomas de Zamora, hasta su terminal en Estación Temperley. En su época tenía servicios hasta la ciudad de La Plata vía José Mármol. Incluso llegó a albergar servicios especiales entre La Plata y Luján cuando se celebraban las peregrinaciones u otros eventos.

## Características
Es un ramal de la red secundaria de la línea Sarmiento pero operado por la línea Roca desde 1995 cuando fue incluido en el paquete de líneas a cargo de la concesionaria Transporte Metropolitano SA con una extensión de 26 km entre las estaciones Haedo y Temperley, en la parada Agustín De Elía existe la combinación  con los ramales Buenos Aires - González Catán y Buenos Aires - Marinos del Crucero Gral. Belgrano de la Línea Belgrano Sur. Es el único ramal transversal de la línea metropolitana y el único principal que no tiene su cabecera en Plaza Constitución.
A pesar de su carácter estratégico, las prestaciones del servicio de este ramal son precarias, con una frecuencia de servicios limitada y sujeta a cancelaciones frecuentes; la mayoría de las estaciones se encuentran en un estado ruinoso y descuidado, algunas incluso estando ubicadas dentro de villas miseria. También son frecuentes los vandalismos a los trenes por la noche y la falta de seguridad y delincuencia constante en las mismas y sus alrededores.

## Estaciones
| Estación             | Kilómetro (Desde Haedo) | Andenes | Distrito                   | Notas |
| -------------------- | ----------------------- | ------- | -------------------------- | --- |
| Haedo                | 0                       | 2       | Partido de Morón           | Combinación con Estación Haedo de la Línea Sarmiento. Cabecera del ramal a Caseros. Proximidad con Ruta Provincial 7 |
| Ing. Santiago Brian  | 2.7                     | 2       | Partido de La Matanza      | |
| San Justo            | 5.2                     | 3       | Partido de La Matanza      | Proximidad con Ruta Nacional 3 |
| Tablada              | 8.5                     | 3       | Partido de La Matanza      | Cabecera del ramal a Mataderos (desmantelado) |
| Agustín de Elía      | 10.7                    | 2       | Partido de La Matanza      | Combinación con Estación Ingeniero Castello y Apeadero Kilómetro 12 de la Línea Belgrano Sur. Cabecera de los ramales a Tapiales y Mercado Central de Buenos Aires. Proximidad con cruce a nivel del ramal Tapiales - Aldo Bonzi, bajo nivel con ramal Puente Alsina - Aldo Bonzi y con Autopista Teniente General Pablo Riccheri |
| Int. Pedro P. Turner | 14.5                    | 2       | Partido de Lomas de Zamora | Proximidad con puente sobre el Río de la Matanza |
| Kilómetro 34         | 16                      | 2       | Partido de Lomas de Zamora | |
| Juan XXIII           | 17.5                    | 2       | Partido de Lomas de Zamora | Proximidad con Avenida Juan XXIII. Nombrada parada Km. 35 entre 1932 y 1937 |
| Santa Catalina       | 20.7                    | 2       | Partido de Lomas de Zamora | |
| Hospital Español     | 24.9                    | 2       | Partido de Lomas de Zamora | Proximidad con Avenida Hipólito Yrigoyen. Cabecera del enlace a José Mármol. Nombrada Parada Pavón entre 1940 y 1976 y Turdera Este en 1976 |
| Temperley            | 26                      | 10      | Partido de Lomas de Zamora | Combinación con ramales a Plaza Constitución, Ezeiza, Alejandro Korn y Circuito a Bosques |

## Servicios
Los servicios de pasajeros entre cabeceras de la Línea General Roca son prestados por la empresa Trenes Argentinos Operaciones.
Por sus vías también corren trenes de carga de la empresa estatal Trenes Argentinos Cargas.
El servicio se encuentra circulando con siete frecuencias diarias.

## Imágenes

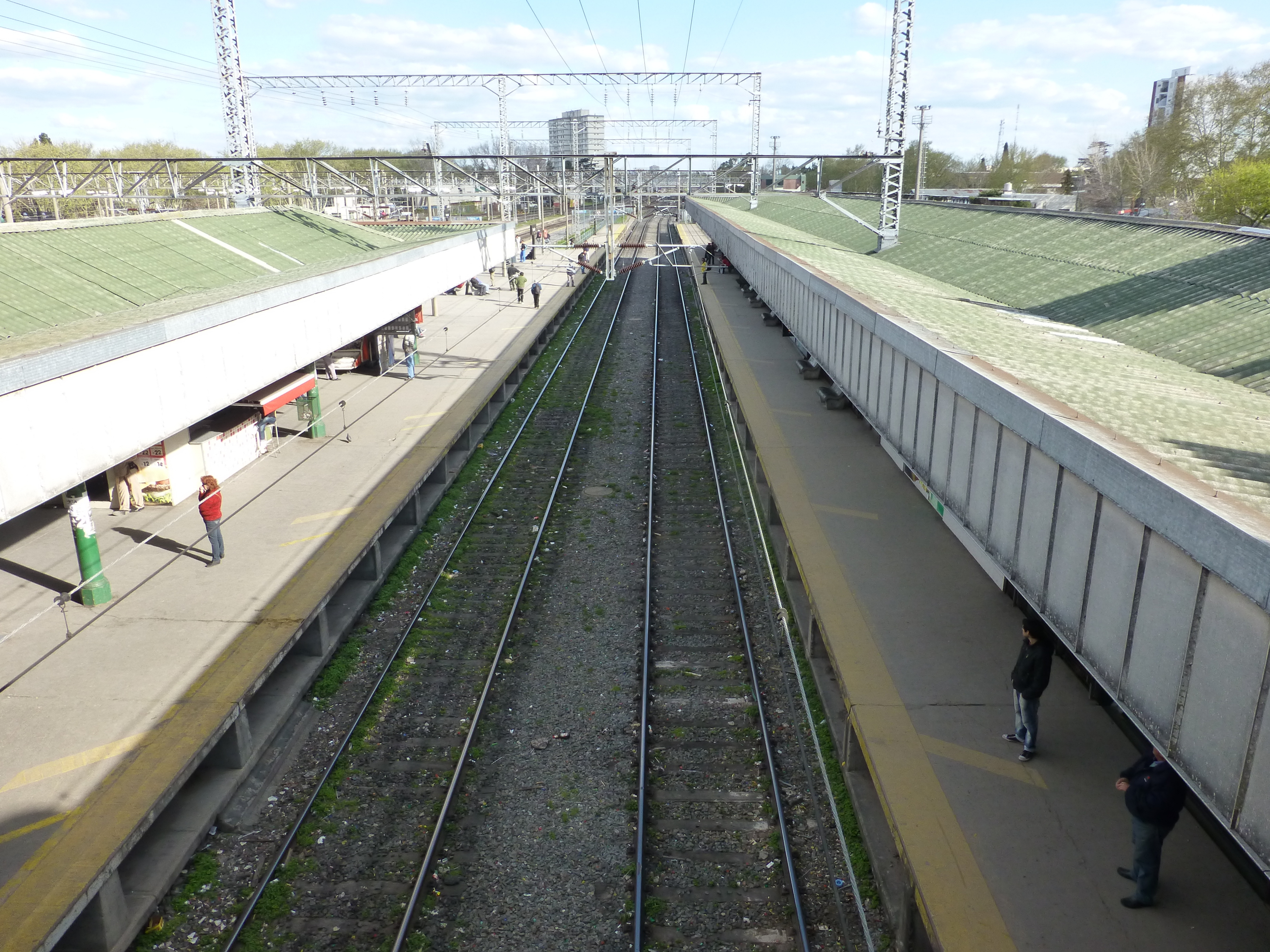
Estación Temperley
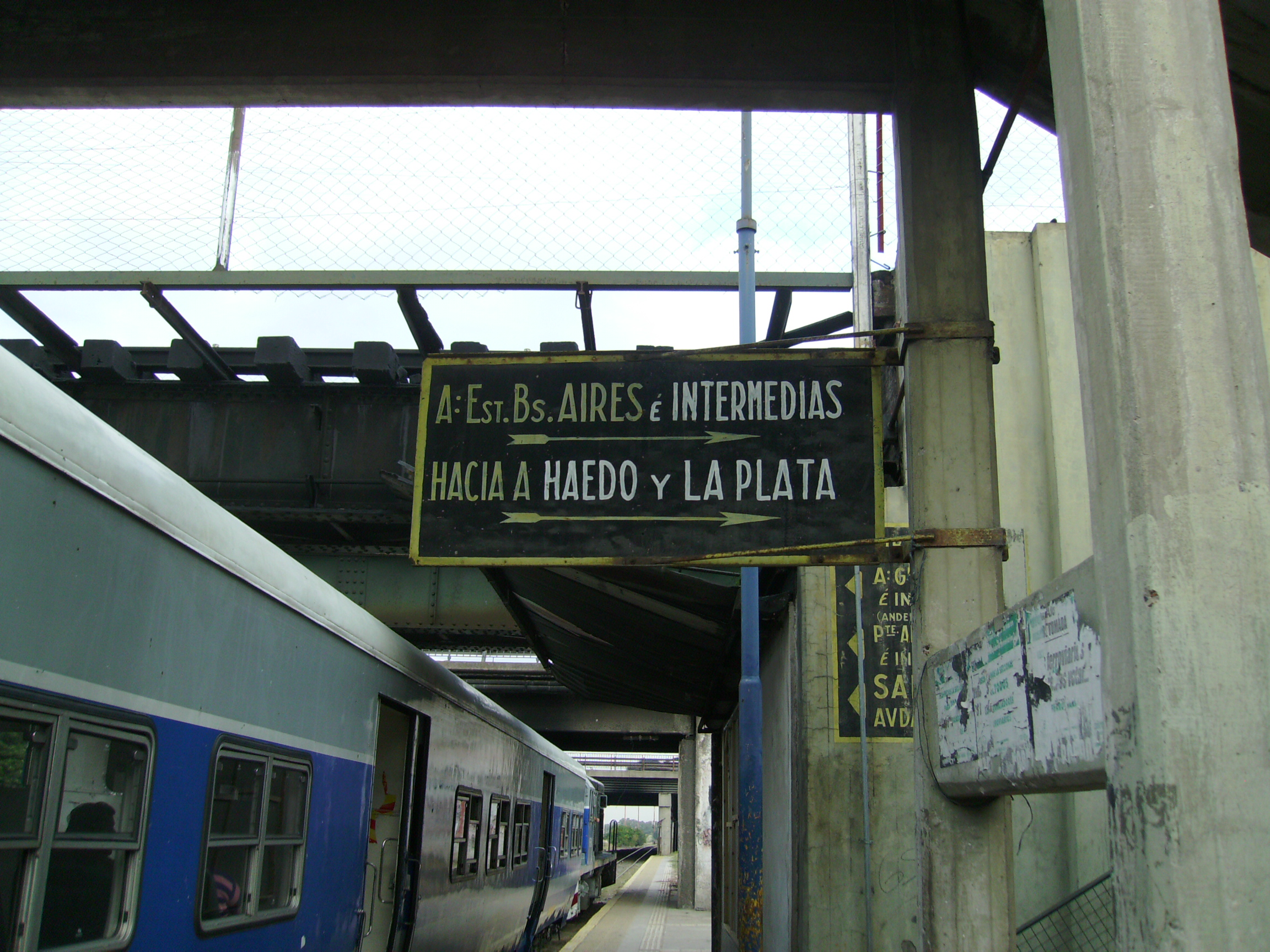
Estación Agustín de Elía
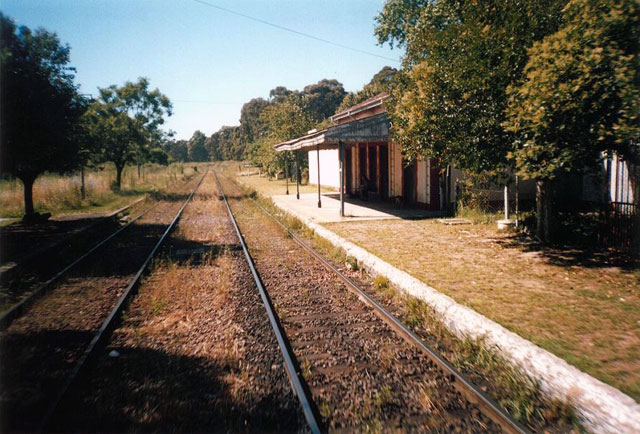
Estación Santa Catalina
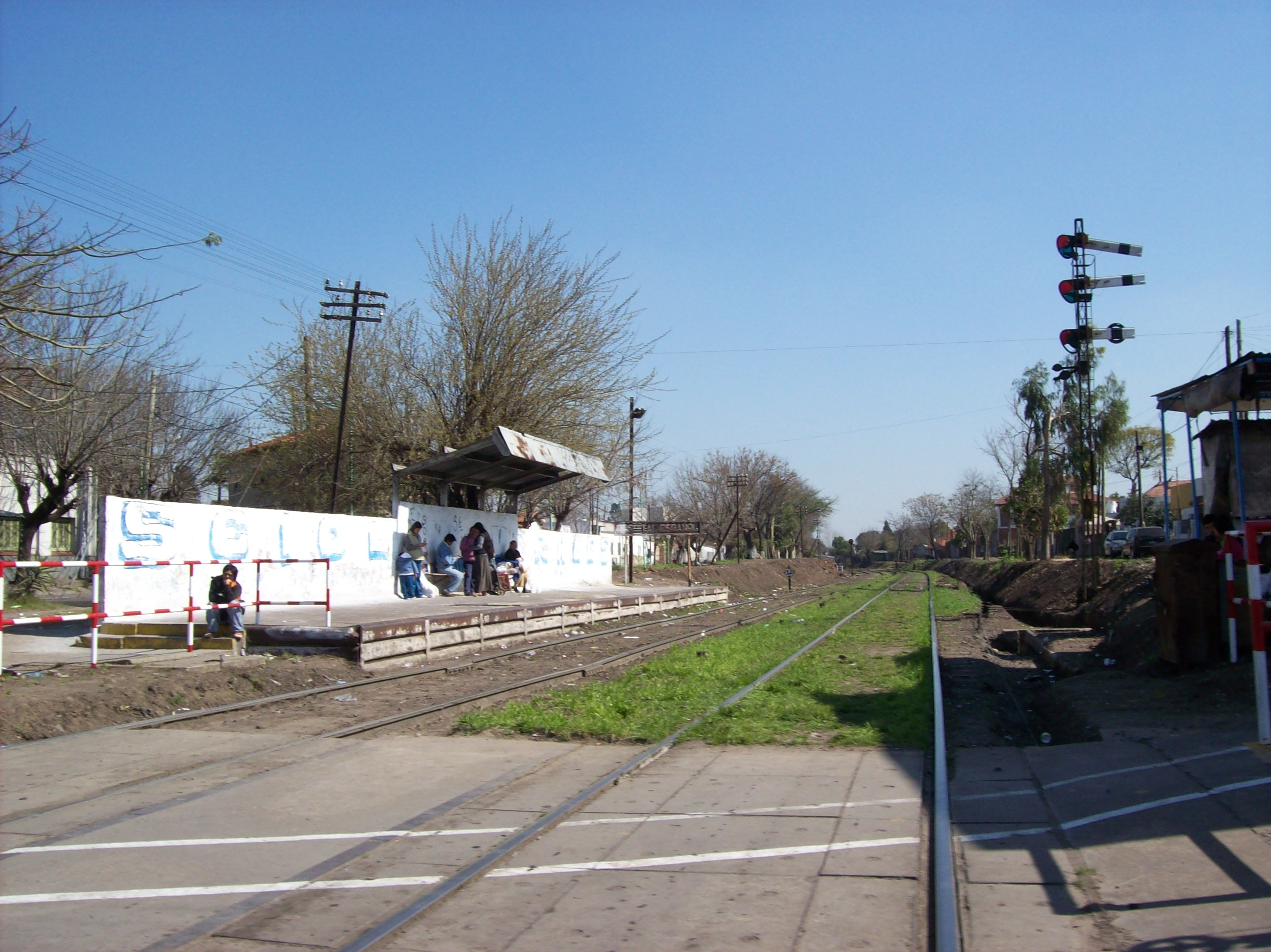
Estación Hospital Español